# 鹿野郵便局 (山口県)
鹿野郵便局（かのゆうびんきょく）は、山口県周南市にある郵便局。民営化前の分類では集配特定郵便局であった。

## 概要
住所：〒745-0399 山口県周南市鹿野上3191-3

## 沿革
- 1874年（明治7年）12月16日 - 鹿野郵便取扱所として開設。
- 1875年（明治8年）1月1日 - 鹿野郵便局となる。
- 2006年（平成18年）9月11日 - 向道郵便局から集配業務を移管。
- 2007年（平成19年）10月1日 - 民営化に伴い、併設された郵便事業徳山支店鹿野集配センターに一部業務を移管。
- 2012年（平成24年）10月1日 - 日本郵便株式会社の発足に伴い、郵便事業徳山支店鹿野集配センターを鹿野郵便局に統合。

## 取扱内容
- 郵便、印紙、ゆうパック、内容証明
- 貯金、為替、振替、振込、国際送金、国債
- 生命保険、バイク自賠責保険
- ゆうちょ銀行ATM
- 周南市内の一部地域（〒745-03xx、745-02xx）の集配業務

## 周辺
- 周南市鹿野総合支所
- 周南市立鹿野小学校
- 周南市立鹿野中学校
- 中国自動車道鹿野IC

## アクセス
- 防長バス 鹿野停留所下車
- 山口県道・島根県道12号鹿野吉賀線沿い
- 駐車場あり：4台